# Vacansoleil-DCM/Saison 2011
Dieser Artikel listet Erfolge und Mannschaft des Radsportteams Vacansoleil-DCM in der Saison 2011 auf.

Das Team-Trikot der Saison 2011

## Erfolge in der UCI World Tour
| Datum    | Rennen                   | Fahrer          |
| -------- | ------------------------ | --------------- |
| 6. März  | 1. Etappe Paris–Nizza    | Thomas De Gendt |
| 15. Juni | 5. Etappe Tour de Suisse | Borut Božič     |
| 17. Juni | 7. Etappe Tour de Suisse | Thomas De Gendt |

## Erfolge in der UCI Europe Tour
| Datum          | Rennen                                        | Kat. | Fahrer           |
| -------------- | --------------------------------------------- | ---- | ---------------- |
| 10. Februar    | 2. Etappe Tour Méditerranéen                  | 2.1  | Romain Feillu    |
| 11. Februar    | 3. Etappe Tour Méditerranéen                  | 2.1  | Romain Feillu    |
| 12. Februar    | 4. Etappe Tour Méditerranéen                  | 2.1  | Romain Feillu    |
| 19. März       | Classic Loire Atlantique                      | 1.1  | Lieuwe Westra    |
| 2. April       | Hel van het Mergelland                        | 1.1  | Pim Ligthart     |
| 16. April      | Tour du Finistère                             | 1.1  | Romain Feillu    |
| 14. Mai        | 2. Etappe Tour de Picardie                    | 2.1  | Romain Feillu    |
| 13.–15. Mai    | Gesamtwertung Tour de Picardie                | 2.1  | Romain Feillu    |
| 20. Mai        | 3. Etappe Circuit de Lorraine                 | 2.1  | Thomas De Gendt  |
| 22. Mai        | 5. Etappe Circuit de Lorraine                 | 2.1  | Romain Feillu    |
| 25. Mai        | 1. Etappe Belgien-Rundfahrt (EZF)             | 2.HC | Lieuwe Westra    |
| 29. Mai        | Boucles de l’Aulne                            | 1.1  | Martijn Keizer   |
| 5. Juni        | 4. Etappe Tour du Luxembourg                  | 2.HC | Romain Feillu    |
| 24. Juni       | Usbekische Meisterschaft – Straßenrennen      | CN   | Sergey Lagutin   |
| 26. Juni       | Niederländische Meisterschaft – Straßenrennen | CN   | Pim Ligthart     |
| 24. Juli       | 2. Etappe Tour de Wallonie                    | 2.HC | Joost van Leijen |
| 12. August     | 3. Etappe Tour de l’Ain                       | 2.1  | Wouter Poels     |
| 16. August     | 1. Etappe Tour du Limousin                    | 2.HC | Bjorn Leukemans  |
| 16.–19. August | Gesamtwertung Tour du Limousin                | 2.HC | Bjorn Leukemans  |
| 24. August     | Druivenkoers Overijse                         | 1.1  | Bjorn Leukemans  |
| 2. Oktober     | Tour de Vendée                                | 1.HC | Marco Marcato    |

## Zugänge – Abgänge
| Zugänge           | Team 2010                    | Abgänge                          | Team 2011                |
| ----------------- | ---------------------------- | -------------------------------- | ------------------------ |
| Mirko Selvaggi    | Astana                       | Brice Feillu                     | Leopard Trek             |
| Stijn Devolder    | Quick Step                   | Martin Mortensen                 | Leopard Trek             |
| Santo Anzà        | Ceramica Flaminia            | Bobbie Traksel                   | Landbouwkrediet          |
| Marcello Pavarin  | Colnago-CSF Inox             | Arnoud van Groen                 | Veranda’s Willems-Accent |
| Maxim Belkow      | ISD-Neri                     | Stéphane Rossetto                | CC Nogent-sur-Oise       |
| Ruslan Pidhornyj  | ISD-Neri                     | Riccardo Riccò (bis 19. Februar) | Meridiana Kamen Team     |
| Thomas De Gendt   | Topsport Vlaanderen-Mercator |                                  |                          |
| Ezequiel Mosquera | Xacobeo Galicia              |                                  |                          |
| Martijn Keizer    | Rabobank Continental         |                                  |                          |
| Pim Ligthart      | AVC Aix-en-Provence          |                                  |                          |

## Mannschaft
| Name               | Geburtstag         | Nationalität |              |
| ------------------ | ------------------ | ------------ | ------------ |
| Santo Anzà         | 17. November 1980  | Italien      |              |
| Maxim Belkow       | 9. Januar 1985     | Russland     |              |
| Borut Božič        | 8. August 1980     | Slowenien    |              |
| Matteo Carrara     | 25. März 1979      | Italien      |              |
| Thomas De Gendt    | 6. November 1986   | Belgien      |              |
| Stijn Devolder     | 29. August 1979    | Belgien      |              |
| Romain Feillu      | 16. April 1984     | Frankreich   |              |
| Gorik Gardeyn      | 17. März 1980      | Belgien      |              |
| Michał Gołaś       | 29. April 1984     | Polen        |              |
| Johnny Hoogerland  | 13. Mai 1983       | Niederlande  |              |
| Martijn Keizer     | 25. März 1988      | Niederlande  |              |
| Sergey Lagutin     | 14. Januar 1981    | Usbekistan   |              |
| Joost van Leijen   | 20. Juli 1984      | Niederlande  |              |
| Bjorn Leukemans    | 1. Juli 1977       | Belgien      |              |
| Pim Ligthart       | 16. Juni 1988      | Niederlande  |              |
| Marco Marcato      | 11. Februar 1984   | Italien      |              |
| Wouter Mol         | 17. April 1982     | Niederlande  |              |
| Ezequiel Mosquera  | 19. November 1975  | Spanien      |              |
| Jens Mouris        | 12. März 1980      | Niederlande  |              |
| Alberto Ongarato   | 24. Juli 1975      | Italien      |              |
| Marcello Pavarin   | 22. Oktober 1986   | Italien      |              |
| Ruslan Pidhornyj   | 25. Juli 1977      | Ukraine      |              |
| Wouter Poels       | 1. Oktober 1987    | Niederlande  |              |
| Rob Ruygh          | 12. November 1986  | Niederlande  |              |
| Mirko Selvaggi     | 11. Februar 1985   | Italien      |              |
| Frederik Veuchelen | 4. September 1978  | Belgien      |              |
| Lieuwe Westra      | 11. September 1982 | Niederlande  |              |
| Stagiaires         | Stagiaires         | Nationalität | Nationalität |
| Bertjan Lindeman   | Bertjan Lindeman   | Niederlande  |              |
| Barry Markus       | Barry Markus       | Niederlande  |              |
| Willem Wauters     | Willem Wauters     | Belgien      |              |